# Yaws

LYME est basé sur Erlang et c'est une alternative à LAMP.

Yaws (Yet Another Web Server) est un serveur web, écrit en Erlang.
C'est un logiciel libre distribué selon les termes d'une licence de type BSD.
Il peut être intégré à une application écrite en Erlang ou être lancé en tant que serveur autonome. Grâce à la légèreté de  la programmation concurrente d'Erlang, il offre de très bonnes performances, loin devant Apache et IIS.